# Ármúli
Ármúli är en bergstopp i republiken Island. Den ligger i regionen Västfjordarna, 210 km norr om huvudstaden Reykjavík. Toppen på Ármúli är 381 meter över havet, eller 77 meter över den omgivande terrängen. Bredden vid basen är 1,4 km.
Trakten runt Ármúli är nära nog obefolkad, med mindre än två invånare per kvadratkilometer. Det finns inga samhällen i närheten. Trakten runt Ármúli består i huvudsak av gräsmarker.